# FK Humenné
FK Humenné je slovenský fotbalový klub z okresního města Humenné v Prešovském kraji, hrající aktuálně[kdy?] ve 2. slovenské fotbalové lize, do které postoupil v sezóně 2021/22. Barvy klubu jsou žlutá a modrá. Většinovým vlastníkem klubu je město Humenné.

## Trenéři
- Jozef Valkučák (?–2017)
- Puniša Memedovič (2017–2018)
- Vladimír Sivý (leden 2019)
- Jozef Škrlík (únor 2019–červen 2019)
- Peter Košuda (červen 2019–říjen 2019)
- Jozef Škrlík (listopad 2019–květen 2022)
- Ondrej Desiatnik (červen 2022–říjen 2022)
- Andrej Čirák (říjen 2022–listopad 2022)
- Jozef Kukulský (prosinec 2022–únor 2023)
- Ľubomír Reiter (červen 2023–současnost[kdy?])